# Osterfeld
Osterfeld − miasto w Niemczech, w kraju związkowym Saksonia-Anhalt, w powiecie Burgenland, siedziba gminy związkowej Wethautal.
1 stycznia 2010 do miasta zostały przyłączone trzy gminy: Goldschau, Heidegrund oraz Waldau.